# 4488 Токітада
4488 Токітада (4488 Tokitada) — астероїд головного поясу, відкритий 21 жовтня 1987 року.
Тіссеранів параметр щодо Юпітера — 3,663.
Названо на честь Токітади (яп. ときただ(時忠) токітада).